# Psychopathologie
Ne doit pas être confondu avec psychopathie.
La psychopathologie (des mots grecs : psukhê, « âme » et pathos, maladie) est l'étude scientifique et clinique des troubles psychiques (ou troubles mentaux) par la psychologie ou la psychiatrie.
La reconnaissance des troubles mentaux comme maladies date du début du XIXe siècle avec la parution d'une publication de Philippe Pinel (1801).
La psychopathologie pose le problème de la définition et description des troubles, et de la différence entre le normal et le pathologique. Elle porte sur les critères diagnostiques des troubles et sur leur classification. Elle tente de comprendre les facteurs influençant ou causant les troubles, les mécanismes de mise en place et de développement des troubles, ce qui permet de proposer des traitements et d'évaluer des pronostics.
La psychopathologie se définit comme classiquement l'étude des dysfonctionnements psychologiques. Il s'agit d'une psychologie du pathologique aussi que de l'étude de la pathologie du psychologique. Comme déjà vu selon Eugène Minkowski, la psychopathologie designe à la fois la psychologie du pathologique et la pathologie du psychologique.
Selon Jean-Louis pedinielli, la pathologie du psychologique est l'acceptation la plus courante et la plus classiquement admise. Elle suppose l'existence d'une pathologie mentale dont on décrit et interprète les aspects psychologiques, la notion de psychologie du pathologique designe l'analyse psychologique du fait pathologique.

## Histoire
La reconnaissance des troubles mentaux comme maladies date du début du XIXe siècle avec la parution du Traité médico-philosophique sur l'aliénation mentale ou la manie de Philippe Pinel (1801).

## Classification internationales
Les deux principaux systèmes de classification des troubles mentaux pour les personnes de tous âges sont la CIM-10 (système international de classification des maladies publié par l'Organisation mondiale de la santé) et le DSM (Diagnostic and Statistical Manual of Mental Disorders)Manuel diagnostique et statistique des troubles mentaux publié et régulièrement actualisé, par l'American Psychiatric Association (APA),.
Les classifications du DSM et CIM tendent à circonscrire leur champ d'étude à la faveur d'une approche scientifique convoquant clinique, épidémiologie, génétique et neurosciences, positive des symptômes  lesquels ne sont pas référés à des conflits inconscients sous-jacents à la différence de la psychanalyse. Toutefois, la psychopathologie psychiatrique peut également faire référence à Freud ou à la psychanalyse,

## Normal et pathologique
La distinction entre normal et pathologique a fait l'objet de nombreuses discussions, tant la frontière entre les deux est parfois difficile à définir.
En psychopathologie de l'enfant et de l'adolescent, un comportement est considéré comme pathologique lorsqu'il remplit un ou plusieurs des critères suivants:
- excès ou insuffisance du comportement évalué par comparaison aux enfants ou adolescents du même âge,

- enfreinte aux normes familiales, culturelles et sociales,

- retard ou décalage développemental, comportement entravant le développement de l'enfant en l'empêchant d'acquérir des compétences affectives, sociales et instrumentales[8].

- entrave au fonctionnement adaptatif, comportements perturbant le cours habituel du développement et entraînant une souffrance pour le jeune (et très souvent pour son entourage)[8].

Ces critères, considérés de manière isolée, ne sont pas suffisant pour parler de psychopathologie. En pratique, la distinction entre normal et pathologique est souvent difficile à établir. Les diagnostics s'appuient sur plusieurs entretiens, examens ou tests psychologiques et / ou échelles de comportements qui évaluent non seulement la catégorie pathologique mais également sa nature précise et son intensité. Malgré cela, il existe toujours une part de jugement social et de valeur (familiale, sociale, culturelle) dans l'évaluation du normal et du pathologique.
Par ailleurs, on peut aussi étudier la psychopathologie des animaux qui se présente sous diverses formes.

### Canguilhem
Georges Canguilhem propose de substituer la notion de normativité à celle de norme et la notion d’ordre à celle de valeur. Cet auteur « biologise » la notion de norme et considère que ce n'est pas à la science de juger du normal car c’est avant tout la vie qui en fait un concept de valeur. On ne peut pas non plus poser le problème de la normalité ou de l’anormalité sans tenir compte des normes sociales ou individuelles. La psychopathologie identifie ainsi trois types de normalité : la normalité comme norme sociale, la normalité comme idéal, la normalité comme absence de maladie. Canguilhem propose encore le concept d’« anomalie » qui se définirait comme « ce qui se laisse voir en se dégageant de l’ensemble lisse et uni qui l’entoure ». Elle est observable. La psychopathologie s’intéresserait alors plus à l’anomalie qu’à l’anormalité.[réf. souhaitée]

### Minkowski
À propos de la différence entre une sémiologie étroite, c'est-à-dire simplement rivée aux symptômes, et une réflexion approfondie qui fonde la psychopathologie, Eugène Minkovski écrivait en 1929 : « Certes, quand il s'agit de rédiger un certificat d'internement ou d'enseigner les éléments de la psychiatrie au médecin praticien, les hallucinations, les idées délirantes, les impulsions, les réactions anti-sociales, l'agitation, la dépression, suffisent amplement. Il n'en est plus de même quand, en psychologues, nous essayons de comprendre le fond qui conditionne tous les troubles dont je viens de parler et sont déjà forts complexes de par leur nature. Ici, nous nous sentons souvent dépourvus de notions appropriées. De là le désir d'élargir les conceptions courantes, voire d'envisager les troubles mentaux sous un angle tout différent de celui auquel nous sommes habitués. Ce désir, évidemment, a quelque chose de révolutionnaire. Cela, cependant, ne doit pas nous faire reculer. ».

## Les approches

### Psychopathologie biologique
La psychopathologie biologique désigne une orientation particulière des conceptions et des recherches dans lesquelles l’accent est mis principalement sur l’influence des modifications morphologiques ou fonctionnelles du système nerveux sur la genèse des troubles mentaux.

#### Comportements anormaux et facteurs biologiques (neuroimagerie, neuroanatomie)
Les techniques de neuroimagerie ont démontré que de nombreux troubles mentaux s’accompagnent d’altérations cérébrales. Par exemple, la schizophrénie est associée à une réduction du volume cérébral global et à une dilatation des ventricules latéraux du cerveau par rapport aux sujets sains. De même, dans la dépression, on retrouve une diminution du volume de l’hippocampe – région clé de la mémoire et de la régulation du stress – comparativement aux individus non déprimés. Ces exemples illustrent que les comportements dits « anormaux » observés dans les maladies mentales sont corrélés à des altérations biologiques objectivables du cerveau (notamment une perte de matière grise dans l’insula antérieure et le cortex cingulaire antérieur dorsal), confirmant l’importance des facteurs neuroanatomiques dans la psychopathologie.

#### Génétique comportementale: génotype, phénotype et hérédité des troubles mentaux
Les études de génétique comportementale montrent clairement que la composante génétique (génotype) contribue significativement au risque de troubles mentaux, même si le phénotype (manifestations observables, symptômes) résulte toujours d’interactions complexes entre les gènes et l’environnement. Une méta-analyse de la quasi-totalité des études sur les jumeaux publiées au cours des 50 dernières années confirme que tous les traits humains présentent une part d’héritabilité : en moyenne, environ la moitié de la variance des traits – y compris des tendances psychopathologiques – est attribuable à des facteurs génétiques. Dans environ le deux tiers des cas, ces effets sont de nature additive, c’est-à-dire que l’influence de chaque gène s’ajoute à celle des autres. Cependant, pour l'autre tiers, certaines caractéristiques, comme les troubles de conduite ou la dépression récurrente, font apparaître un rôle non négligeable de facteurs environnementaux partagés ou de mécanismes génétiques non additifs, reflétant la complexité du processus.
Globalement, la plupart des troubles psychiatriques présentent une héritabilité modérée à élevée, mais ces estimations varient selon la pathologie. Par exemple, pour la dépression, l’anorexie, la dépendance à l’alcool ou les troubles obsessionnels compulsifs, les études indiquent des héritabilités avoisinant 30 à 40%, tandis que la schizophrénie, le trouble bipolaire, l’autisme ou encore le trouble déficitaire de l’attention/hyperactivité (TDAH) affichent des valeurs plus élevées, pouvant atteindre 50 à 80%. Les études de jumeaux confirment cette influence génétique : les monozygotes (partageant 100 % de leur génome) ont un risque nettement plus élevé de développer la même maladie que les dizygotes (qui partagent environ 50 % de leurs gènes).
Néanmoins, une forte héritabilité n’équivaut pas à un déterminisme génétique. Comme le soulignent Uher et Zwicker (2017), même pour les troubles mentaux dont la composante héréditaire est élevée, l’expression finale du phénotype dépend d’interactions complexes entre de multiples variations génétiques (souvent chacune de faible effet), un large éventail de facteurs environnementaux, et des mécanismes épigénétiques sensibles aux expériences de vie (stress, traumatismes, etc.). Certaines maladies neuropsychiatriques, comme la maladie de Huntington, illustrent de façon nette l’importance de la génétique : cette pathologie autosomique dominante, liée à une mutation du gène HTT, conduit quasi inévitablement à des troubles moteurs dégénératifs (chorée, dystonie, etc.) souvent associés à des symptômes psychiatriques (irritabilité, troubles de l’humeur, comportements inappropriés, etc.). Mis à part ce cas extrême, la plupart des troubles mentaux ne reposent pas sur un seul gène, mais plutôt sur une combinaison de multiples variations génétiques de faible effet, dont les influences s’additionnent pour accroître le risque de développer un trouble,.

#### Neurosciences et biochimie des troubles mentaux (neurones, neurotransmetteurs)
Les troubles psychiques étant le reflet d’un dysfonctionnement du cerveau, il est logique d’examiner les anomalies neuronales et biochimiques associées. Les avancées en neurosciences ont permis de mieux comprendre comment certaines perturbations des neurotransmetteurs et des circuits neuronaux contribuent aux symptômes psychiatriques.

##### Déséquilibres des neurotransmetteurs
De nombreux travaux soutiennent l’hypothèse des monoamines pour la dépression, selon laquelle un déficit en sérotonine (5-HT) et en noradrénaline (NA) dans certaines régions cérébrales contribuerait aux symptômes dépressifs. Cette vision est étayée par le fait que la plupart des antidépresseurs actuellement efficaces — tels que les inhibiteurs sélectifs de la recapture de la sérotonine (ISRS) et les inhibiteurs de la recapture de la sérotonine-noradrénaline (IRSNa) — augmentent la disponibilité de ces monoamines dans la synapse, par exemple en bloquant le transporteur qui les recapture. L’introduction clinique des ISRS et des IRSNa a d’ailleurs significativement amélioré la prise en charge de la dépression, confirmant l’importance de ces amines biogènes dans la régulation de l’humeur.
Néanmoins, comme le soulignent Dale et al. (2015), environ la moitié des patients répondent insuffisamment ou pas du tout à ces traitements, ce qui laisse penser que la dépression implique d’autres mécanismes. Malgré leurs limites, les thérapies fondées sur les monoamines (ISRS, IRSNa, etc.) demeurent le traitement de première intention, tout en ouvrant la voie à des approches complémentaires ou alternatives. Des études plus récentes mettent en évidence l’implication conjointe des systèmes glutamatergique et GABAergique dans la dépression. Ainsi, chez les personnes déprimées, on observe des perturbations de l’activité du glutamate (neurotransmetteur excitateur principal) et du GABA (inhibiteur majeur) dans le cortex préfrontal. Des données de spectroscopie par résonance magnétique et d’analyses post-mortem suggèrent par ailleurs une diminution de la transmission GABAergique dans la dépression sévère, possiblement liée aux effets du stress chronique.
Cela rejoint les traitements à la kétamine (antagoniste des récepteurs NMDA du glutamate). La kétamine, administrée à petite dose, peut induire un soulagement rapide et significatif des symptômes dépressifs, apparaissant dès quelques heures et se maintenant jusqu’à une semaine. Son efficacité a également été démontrée chez des patients n’ayant pas répondu à l'électroconvulsivothérapie (ECT), avec une amélioration marquée de la symptomatologie. Outre la réduction de la dépression, on observe une baisse des pensées suicidaires. Par ailleurs, des séries de cas suggèrent qu’un protocole d'administration répétées, bien qu’expérimental, pourrait prolonger l’effet antidépresseur sans altération cognitive notable ni signe de dépendance lorsqu’il est pratiqué dans un cadre clinique sécurisé. Enfin, l’eskétamine (énantiomère de la kétamine), administrée sous forme de spray nasal en association à un antidépresseur oral, a montré sa capacité à prévenir efficacement les rechutes chez des patients ayant obtenu une rémission ou une réponse clinique initiale dans le cadre d’une dépression résistante.
Dans la schizophrénie, un dysfonctionnement du circuit mésostriatal dopaminergique apparaît comme un mécanisme central des symptômes positifs (hallucinations, délires), avec une libération excessives de dopamine dans le striatum. En contraste, une hypofonction des projections dopaminergiques du mésencéphale vers le cortex frontal a été proposée, pouvant contribuer aux symptômes négatifs et cognitifs. Toutefois, au-delà système dopaminergique : de nombreuses données soulignent l’implication des systèmes glutamate et GABA au niveau cortical,. En effet, la réduction de l’activité GABAergique et de la transmission glutamatergique (notamment via une hypofonction des récepteurs NMDA) dans le cortex préfrontal contribuerait à un déséquilibre excitation/inhibition, perturbant le fonctionnement global de ces réseaux neuronaux. Cette diminution de l’activité GABAergique dans le cortex désinhiberait les neurones glutamatergiques projetant vers le mésencéphale, ce qui entraînerait ensuite une augmentation de la libération de dopamine dans le striatum. Au-delà du blocage des récepteurs dopaminergiques D₂/D₃, d’autres pistes thérapeutiques s’orientent entre autres vers la régulation de la neurotransmission glutamatergique ou GABAergique, afin de restaurer l’équilibre des microcircuits corticaux et, potentiellement, traiter plus efficacement les symptômes négatifs et cognitifs de la maladie.

##### Plasticité neuronale
Comme beaucoup de troubles mentaux, la dépression s’accompagne de modifications de la plasticité cérébrale. L’étude ENIGMA-MDD, portant sur 1728 patients et 7199 témoins, révèle une diminution marquée du volume hippocampique chez les personnes déprimées, en particulier en cas de début précoce ou de récurrence. Cette atrophie soutient l’hypothèse neurotrophique, selon laquelle l’excès de cortisol et la réduction de facteurs neurotrophiques (comme le BDNF) altèrent la survie neuronale et la plasticité. Les antidépresseurs peuvent alors contribuer à restaurer partiellement cette plasticité, en favorisant notamment la neurogenèse dans l’hippocampe. 

#### Tempérament, réactivité émotionnelle et risque psychopathologique
Le tempérament se définit comme l’ensemble de dispositions émotionnelles et comportementales propres à chaque enfant dès le plus jeune âge. Les travaux indiquent qu’un profil « craintif » (ou « inhibé ») peut favoriser l’émergence de troubles internalisés (ex. anxiété, dépression), alors qu’un tempérament « exubérant » et peu régulé est associé à un risque accru de développer des comportements agressifs ou antisociaux. Par ailleurs, l’inhibition comportementale, caractérisée par la crainte ou la réticence face à la nouveauté, est particulièrement liée au risque de trouble anxieux, notamment la phobie sociale. Une étude longitudinale a d’ailleurs mis en évidence que des enfants présentant un niveau d’inhibition comportementale élevé à l’âge de 6-8 ans étaient près de dix fois plus susceptibles de développer un trouble d’anxiété sociale deux ans plus tard que leurs pairs non inhibés. D’autres formes de tempérament, comme l’exubérance alliée à un faible contrôle de soi, sont associées aux conduites externalisées (agressivité, agitation),.

#### Traitements biologiques des troubles mentaux
Les avancées en psychopathologie biologique ont permis de développer des traitements ciblés sur les mécanismes neurochimiques et neuronaux qui sous-tendent les troubles mentaux.
- La pharmacothérapie agit sur les déséquilibres neurochimiques, notamment en augmentant la disponibilité de la sérotonine dans la dépression[19].
- L’électroconvulsivothérapie (ECT), basée sur l’induction contrôlée d’une crise convulsive sous anesthésie, reste l’une des thérapies les plus efficaces pour la dépression sévère[32],[33].
- La stimulation magnétique transcrânienne (TMS) constitue une technique non invasive qui cible le cortex préfrontal pour améliorer les symptômes dépressifs résistants[34].
- La stimulation cérébrale profonde (DBS), impliquant l’implantation d’électrodes intracrâniennes, s’est révélée utile pour certaines formes de troubles obsessionnels-compulsifs réfractaires[35].

### Psychanalyse

#### Sigmund Freud
Pour Freud, les concepts de névrose et de psychose sont les plus opérants en ce qui concerne une classification des troubles psychiques mais il prend soin, notamment à travers son ouvrage Psychopathologie de la vie quotidienne de faire remarquer que la psychanalyse ne se réduit pas au seul domaine du pathologique.

### Dorey
Pour le psychanalyste Roger Dorey : « Le recueil et l'assemblage de symptômes comme constituant une sémiologie "en-soi" est une pure abstraction. Il n'y a pas de sémiologie innocente, pas plus qu'il n'existe d'observation neutre ou objective. » Pour cet auteur, « le danger n'est pas ainsi d'être soumis à nos présupposés théoriques, bien au contraire, ce sont eux qui éveillent et enrichissent notre investigation; le danger c'est de méconnaître une telle détermination, de la nier, car c'est s'engager irrémédiablement dans une voie en impasse »

### Widlöcher
Daniel Widlöcher déclare que juger d’une conduite en termes de normalité ou d’anormalité renvoie obligatoirement à un jugement normatif. Cependant, la notion de norme se réfère à celle de moyenne. Or, cette dernière est sujette à caution. Pour Widlöcher, le propre de la psychopathologie est l'étude de ces conduites marquées que sont les anomalies, d'en repérer la genèse, d'en définir la fonction et d'en préciser le mécanisme.

### Bergeret
En France la vision structurale (voir structure en psychopathologie ) développée par le courant du psychanalyste Jean Bergeret a influencé et influence encore les enseignements, notamment dans les facultés de psychologie.
Pour Jean Bergeret, il faut éviter « une conception de la "normalité" empreinte du sadisme lié aux statistiques ou aux idéaux » tout autant qu'une tentation masochique systématiquement allergique à tout composé du radical "norme".

### Roussillon
Pour René Roussillon, le symptôme est l'un des aspects du trouble psychique déterminé par des types d'angoisses, des défenses et de relations d'objet. La définition suivante permet de penser la relativité des normes : « La psychopathologie peut être définie comme une approche visant une compréhension raisonnée de la souffrance psychique. »

#### Monographies (psychanalyse)
- Jean Bergeret, La personnalité normale et pathologique : Les structures mentales, le caractère, les symptômes, Paris, Dunod, coll. « Psychismes », 2003, 3e éd., 336 p. (ISBN 978-2-10-003007-1, présentation en ligne)

- Jean Bergeret, Psychologie pathologique : Théorique et clinique, Issy les Moulineaux, Masson, coll. « Abrégés », 2008, 10e éd., 370 p. (ISBN 978-2-294-70174-0, présentation en ligne)

- Alain Braconnier (dir.) et al., Introduction à la psychopathologie, Issy les Moulineaux, Masson, coll. « Les âges de la vie », 2006, 340 p. (ISBN 978-2-294-01501-4)

- Georges Canguilhem, Le normal et le pathologique, Paris, Presses universitaires de France, coll. « Quadrige », 13 mai 2009, 11e éd., 240 p. (ISBN 978-2-13-057595-5, présentation en ligne)

- Catherine Chabert, Psychopathologie à l'épreuve du Rorschach, Paris, Dunod, coll. « Psychismes », 1998, 2e éd., 283 p. (ISBN 978-2-10-003837-4, présentation en ligne)

- Gilbert Ferrey et Gérard Le Gouès, Psychopathologie du sujet âgé, Issy les Moulineaux, Masson, coll. « Les âges de la vie », juin 2008, 6e éd., 375 p. (ISBN 978-2-294-02010-0, présentation en ligne)

- Karl Jaspers, Psychopathologie générale, Bibliothèque des introuvables, coll. « Psychanalyse », 2000, 563 p. (ISBN 978-2-84575-022-7)

- Jean Ménéchal, Introduction à la psychopathologie, Paris, Dunod, coll. « Les Topos », 1997, 128 p. (ISBN 978-2-10-003535-9, présentation en ligne)

- Eugène Minkovski, Traité de psychopathologie, Les Empêcheurs de penser en rond, coll. « Les Empêcheurs de penser en rond », 1999, 926 p. (ISBN 978-2-84324-115-4)

- Jean-André Nisole, Introduction critique à la psychopathologie clinique et thérapeutique, Montréal/Paris, Liber, coll. « Petite collection », 17 septembre 2009, 304 p. (ISBN 978-2-89578-125-7, présentation en ligne)

- Frieda Rossel, Odile Husain et Colette Merceron, Psychopathologie et polysémie : Études différentielles à travers le Rorschach et le TAT, Lausanne, Payot Lausanne, septembre 2001, 250 p. (ISBN 978-2-601-03205-5, présentation en ligne)

- René Roussillon, Catherine Chabert et al., Manuel de psychologie et psychopathologie clinique générale, Issy les Moulineaux, Masson, coll. « Psychologie », mai 2007, 702 p. (ISBN 978-2-294-04956-9, présentation en ligne)
- Daniel Widlöcher, Traité de Psychopathologie, Paris, Presses universitaires de France, coll. « Quadrige », 18 novembre 2005, 1024 p. (ISBN 978-2-13-054962-8, présentation en ligne)

- Daniel Zagury, Modèles de normalité et psychopathologie, L'Harmattan, coll. « Psychanalyse et civilisations », 1998, 106 p. (ISBN 978-2-7384-6388-3, présentation en ligne)